# Sólveig Pálsdóttir
Sólveig Pálsdóttir (* 13. September 1959) ist eine isländische Schriftstellerin und Schauspielerin.

## Leben
Sólveig Pálsdóttir studierte Schauspiel und machte einen Bachelor in Literaturwissenschaft an der Universität Island. Sie agierte in Produktionen freier Theatergruppen, des Nationaltheaters Island sowie von Radio- und Fernsehsendern. Daneben war sie auch als Synchronsprecherin tätig. Seit 1996 unterrichtet sie an einer Schule. In den letzten Jahren arbeitet Sólveig wieder als Schauspielerin in Kurzfilmen und Fernsehserien. 2012 veröffentlichte sie ihren ersten Kriminalroman.

## Werke
- Leikarinn. 2012
  - Eiskaltes Gift. dt. von Gisa Marehn, Aufbau, Berlin 2014, ISBN 978-3-7466-3005-2.
- Hinir réttlátu. 2013
  - Tote Wale. dt. von Gisa Marehn, Aufbau, Berlin 2015, ISBN 978-3-7466-3081-6.
- Flekklaus. 2015
- Refurinn. 2017
- Fjötrar 2019